# Vértice geodésico

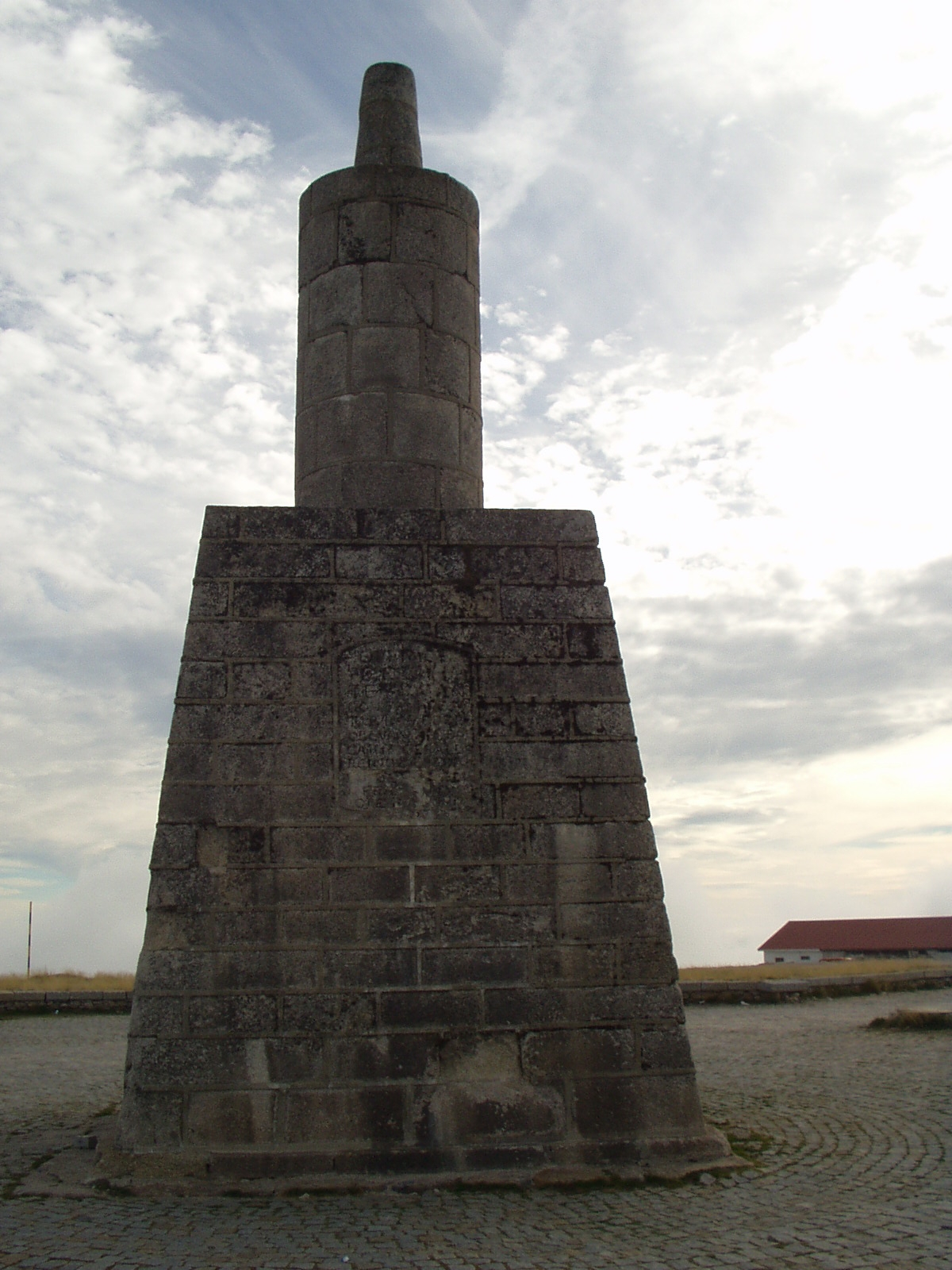
Vértice geodésico na Torre, Serra da Estrela, em Portugal.

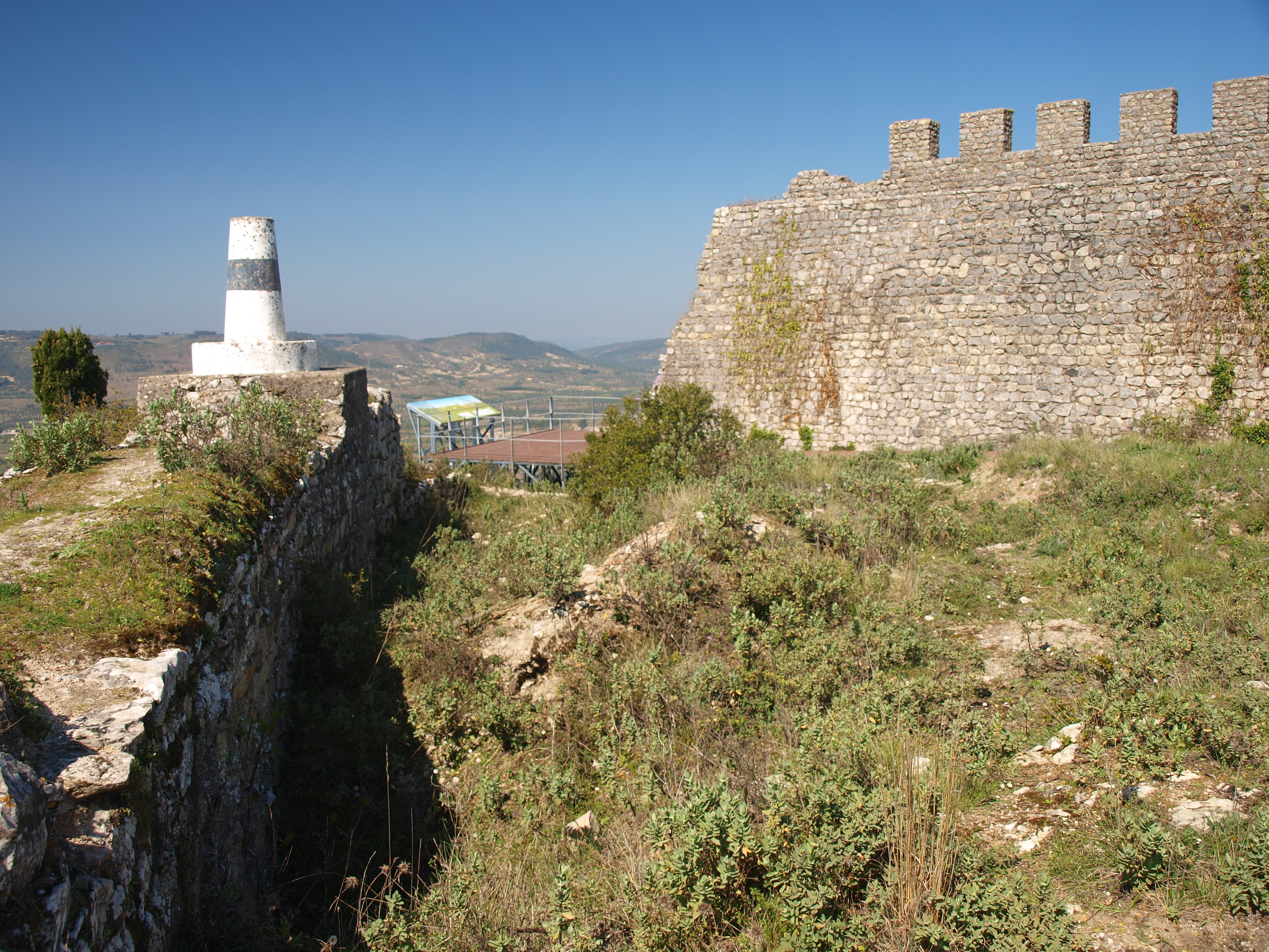
Vértice geodésico do Castelo de Germanelo, em Portugal.

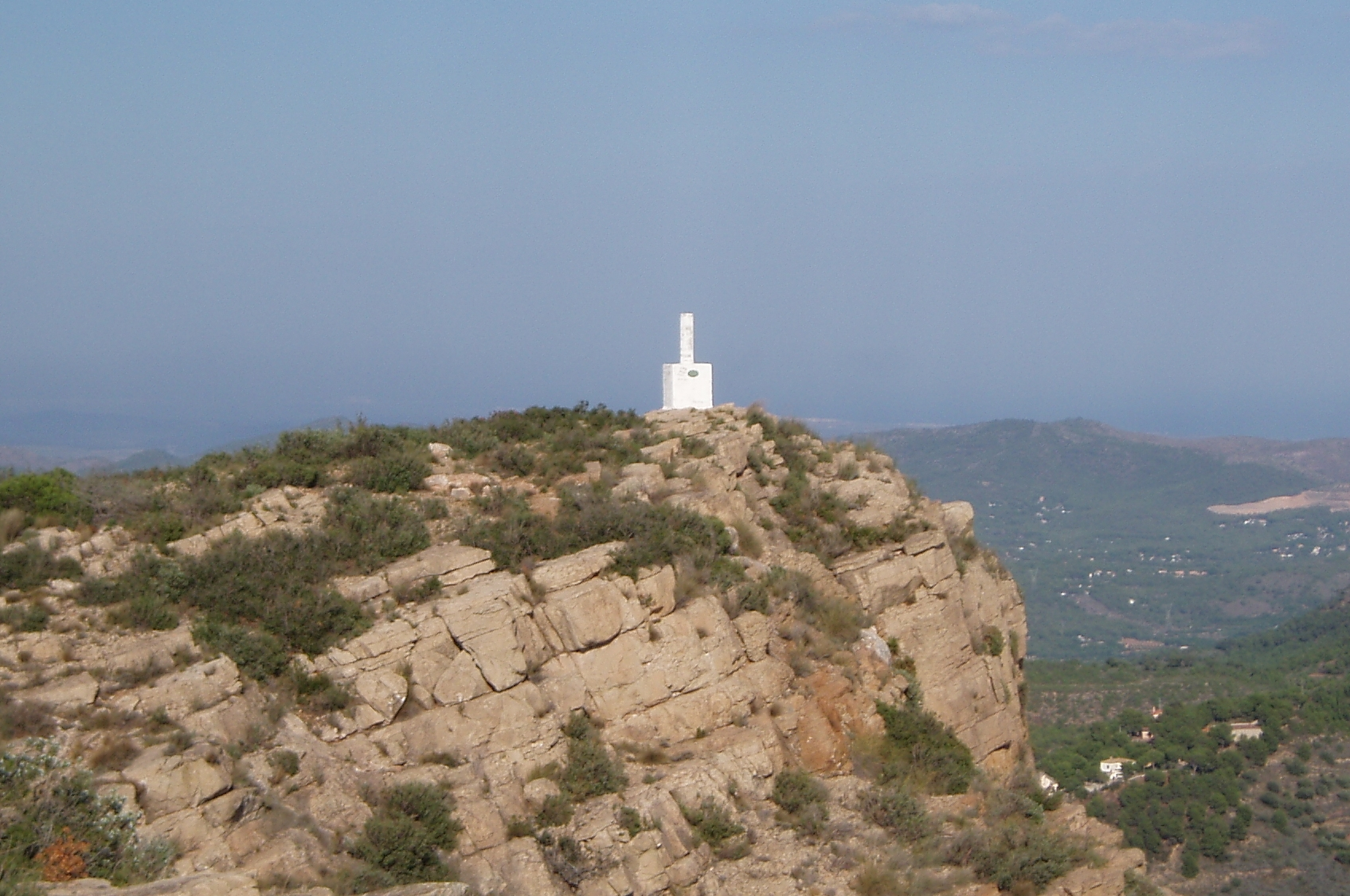
Vértice geodésico espanhol nº66840 (Mola, em Segart, Valencia).

Um vértice geodésico ou marco geodésico é um ponto materializado no terreno (por construção ou pinos de metal) que tem coordenadas geográficas (ou geodésicas) conhecidas precisamente. A sua medição é feita atualmente via satélites GPS/GNSS; antigamente, era medido com teodolito e trena, fazendo parte de uma rede de triangulação com outros vértices geodésicos. São habitualmente escolhidos sítios altos e isolados com linha de visão desimpedida para o céu e outros vértices. 

## Outros nomes
Popularmente, também lhes chamam talefe (grafia alternativa telefe), pinoco ou ainda bolembreano, sendo que este último é o nome dado em Portugal às construções de forma tronco-cónica da rede de 2.ª e 3.ª ordem.

## Rede geodésica de Portugal
O vértice geodésico em alvenaria da Melriça, situado a 592 metros de altitude no centro de Portugal Continental, é uma das primeiras pirâmides geodésicas em Portugal, tendo estado na origem do sistema de coordenadas geográficas associado ao Datum 73, o sistema de referência nacional adotado na década de 1970. Foi Francisco António Ciera quem escolheu o topo desta serra perto de Vila de Rei como um dos pontos da triangulação fundamental em Portugal. Os trabalhos arrancaram em 1790, mas foram interrompidos treze anos depois devido às invasões francesas.
As primeiras observações tendo em vista a triangulação do local seriam feitas em 1870, enquanto que as observações astronómicas de latitude, longitude e azimute, bem como as primeiras observações por satélite no picoto da Melriça se realizaram nas décadas de 1960 e 70. Em 1982 procedem-se a observações de distância integradas num poligonal norte-sul, usando-se pela primeira vez, já no início dos anos de 1990, o sistema de posicionamento global GPS.
A rede geodésica portuguesa é formada por vértices geodésicos que se dividem em três ordens de importância:
- 1ª Ordem – pirâmides distando 30 a 60 km
- 2ª Ordem – cilindro + cone listados distando 20 a 30 km
- 3ª Ordem – cilindro + cone distando 5 a 10 km

## Rede geodésica do Brasil
Os levantamentos da rede geodésica no Brasil foram iniciados em outubro de 1939 pelo então Conselho Nacional de Geografia, com o intuito de determinar coordenadas astronómicas em cidades e vilas para a atualização da Carta do Brasil ao Milionésimo de 1922. Em 1944 foi medida a primeira base geodésica nas proximidades de Goiânia, iniciava-se o estabelecimento sistemático do Sistema Geodésico Brasileiro (SGB) na sua componente planimétrica, através das medições de latitudes e longitudes, materializado por um conjunto de pontos (pilares, marcos ou chapas) situados sobre a superfície terrestre pelo método da triangulação e densificado pelo método de poligonação. Tais métodos, denominados de "clássicos", foram aplicados até meados da década de 90 e os equipamentos utilizados eram os teodolitos e medidores eletrónicos de distâncias.

## Ligações Externas
1. Ver em mapa localização de Marcos Geodésicos que mapeadores voluntários adicionaram ao OpenStreetMap